# Уивер, Роберт Клифтон
Роберт Клифтон Уивер (англ. Robert Clifton Weaver; 29 декабря 1907, Вашингтон, США — 17 июля 1997, Нью-Йорк, США) — американский государственный деятель, первый министр жилищного строительства и городского развития США (1966—1968), первый афроамериканец, сумевший добиться назначения на министерский пост.

## Биография
Окончил Гарвардский университет, где он получил степень бакалавра, магистра и доктора экономики (1934).
В 1934 году в рамках политики президента Франклина Рузвельта в числе 45 афроамериканцев был принят на государственную гражданскую службу в органы исполнительной власти США. В 1937 г. становится консультантом жилищного управления (Housing Authority), в 1940 году — исполнительным ассистентом комиссии консультантов по вопросам обороны (National Defense Advisory Commission).
В 1947 году становится профессором педагогики Нью-Йоркского университета, в 1949—1954 годах — директор стипендиальной программы фонда Джона Х. Уитни; в 1951—1962 годах — член правления Национальной ассоциации содействия прогрессу цветного населения, старейшей и наиболее влиятельной правозащитной организации Соединенных Штатов, в 1960—1962 годах — её председатель.
В 1955—1959 годах — комиссар штата Нью-Йорк по вопросам ренты, в 1959 году назначен консультантом Фонда Форда; в 1960 году — заместителем председателя управления по жилищному и дорожному строительству штата Нью-Йорк. 1961—1966 годах — руководитель агентства жилищного строительства и его финансирования (Housing and Home Finance Agency), это назначение встретило отчаянное сопротивление республиканцев.
В 1966—1968 годах — первый министр жилищного строительства и городского хозяйства, хотя изначально Линдон Джонсон рассматривал на эту должность другие кандидатуры.
После ухода в отставку в 1969 году — первый президент Барук-колледжа, в 1970—1978 годах — профессор урбанизации в Хантер-колледже.